# Guijiahu Shuiku
Guijiahu Shuiku är en reservoar i Kina. Den ligger i provinsen Guizhou, i den sydvästra delen av landet, omkring 110 kilometer sydväst om provinshuvudstaden Guiyang. Trakten runt Guijiahu Shuiku består till största delen av jordbruksmark.
Genomsnittlig årsnederbörd är 1 455 millimeter. Den regnigaste månaden är juni, med i genomsnitt 296 mm nederbörd, och den torraste är januari, med 19 mm nederbörd.